# Cosmethis basiflava
Cosmethis basiflava är en fjärilsart som beskrevs av W. Warren 1899. Cosmethis basiflava ingår i släktet Cosmethis och familjen mätare. Inga underarter finns listade i Catalogue of Life.